# Albero Secco

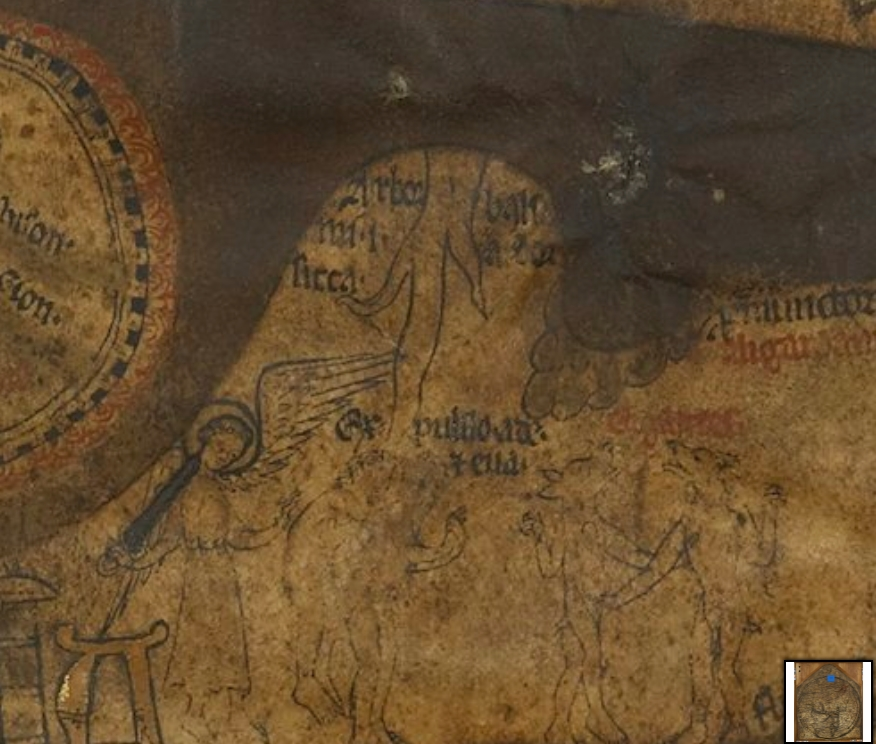
L'Albero Secco sulla mappa di Hereford (XIII secolo).

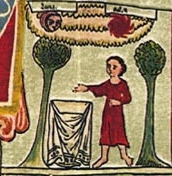
Gli alberi del Sole e della Luna sul mappamondo di Ebstorf (XIII secolo).

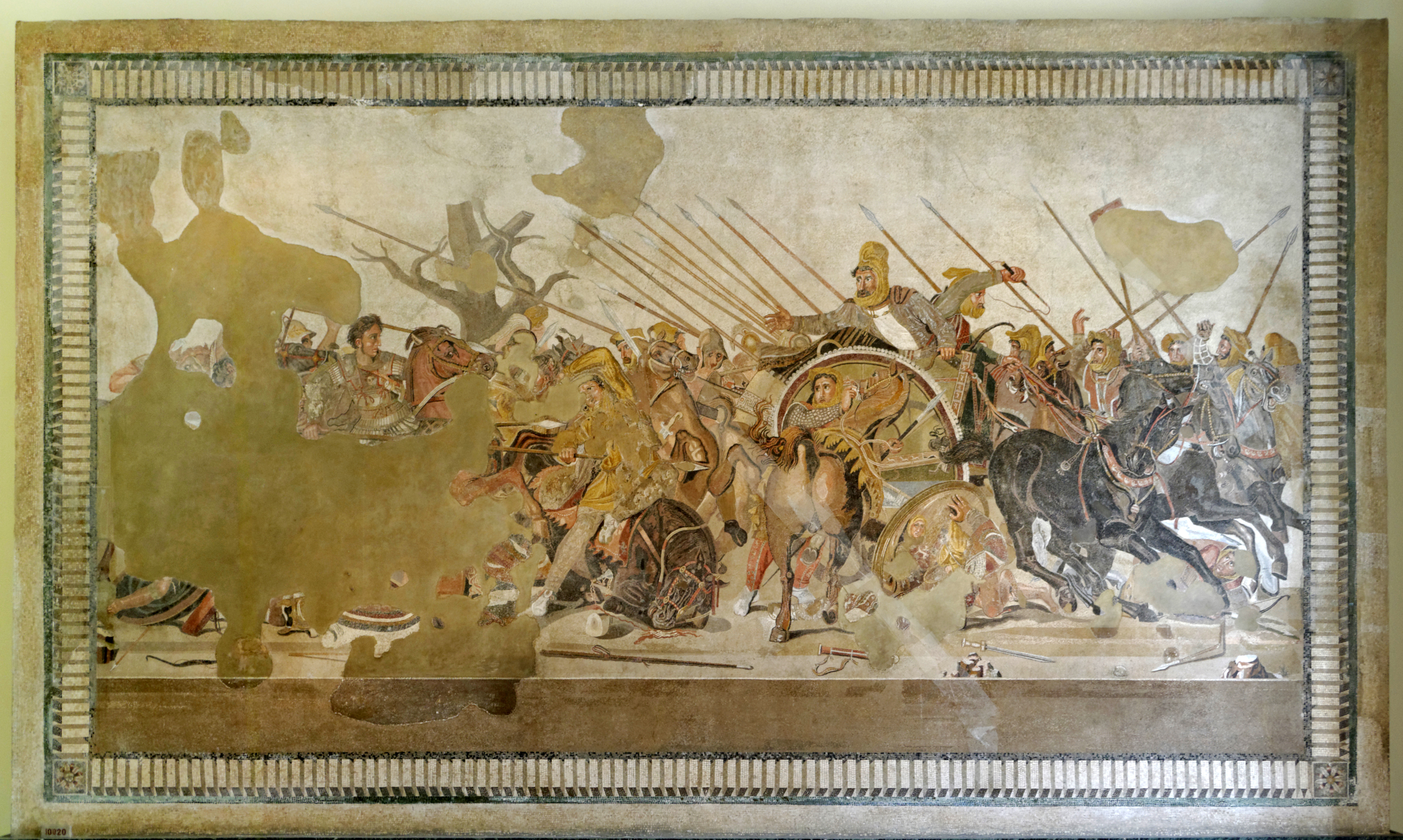
Mosaico della battaglia di Isso, Casa del Fauno a Pompei, museo archeologico nazionale di Napoli.

L'Albero Secco o Albero Solo era un albero leggendario, cui venivano talvolta attribuite proprietà oracolari, che si riteneva crescesse da qualche parte in Oriente.

## Storia
Quello dell'albero secco è un elemento simbolico ricorrente nelle culture antiche del bacino mediterraneo e dell'area mediorientale. L'albero, infatti, nella duplice caratteristica di «solo», cioè isolato in un'area desertica, oppure «secco», cioè privo di foglie e di frutti, costituisce un simbolo antichissimo, che affonda le sue radici in molte culture della sfera eurasiatica, con una valenza ovunque simile. In quanto «solo», l'albero costituisce un limite invalicabile: è la pianta che si erge ai confini del mondo conosciuto, stabilendo i limiti dell'ignoto, quell'aldilà in cui tutto si fonde e si confonde per la mancanza di cognizione e di riferimenti. Gli archetipi di questa simbologia si ritrovano nelle civiltà mesopotamiche e, in area ebraica, nell'Antico Testamento (Genesi 2.9 e 18.1-3, Ezechiele 17.24 e 20.28, Daniele) e poi ancora nei Vangeli, dove è il fico sterile, albero del peccato e del pentimento.
In un'ampia parte della tradizione, nella coppia Albero Solo/Albero Secco si ritrova una variante, e l'Albero Solo diventa l'«Albero del Sole», come nella leggenda che fiorì intorno alle gesta e alle conquiste di Alessandro Magno alimentando il Romanzo di Alessandro, che ebbe una grande diffusione in età tardo-antica e medievale. Secondo il Romanzo, arrivato nella mitica India, al limite delle sue conquiste, Alessandro incontra gli alberi oracolari del Sole e della Luna, l'uno maschio e l'altro femmina, i quali gli predicono, in lingua indiana e greca, che diventerà sovrano del mondo intero ma che non rivedrà mai la sua terra. Il Romanzo di Alessandro era un'opera ampiamente diffusa e pertanto è possibile vedere l'Albero Secco rappresentato in diverse mappe medievali, in particolare sulla mappa di Hereford (fine del XIII secolo circa), dove è posto in Asia con la legenda Arbor Balsami, id est Arbor Sicca («L'Albero Balsamico, cioè l'Albero Secco»). Sul mappamondo di Ebstorf, che risale grosso modo allo stesso periodo, sono raffigurati due alberi, occupanti uno spazio relativamente ampio, con un essere umano al centro e i simboli del Sole e della Luna, incorniciati e collocati nelle Indie, all'estremità orientale del mondo rappresentato. Addirittura, in un codice del Romanzo di Alessandro (Cod. Lat. 8501) risalente alla fine del XIII secolo e conservato alla Biblioteca nazionale di Francia di Parigi, sono raffigurati in primo piano i due alberi del Sole e della Luna, con le chiome frondose nelle quali si individuano, appunto, i due astri, mentre in secondo piano compare, all'estremità sinistra, un albero secco, che si ritrova anche fra le iscrizioni di accompagnamento. Un albero solitario e scheletrico è inoltre chiaramente visibile nel mosaico della battaglia di Isso rinvenuto a Pompei.
Attraverso diversi secoli e varie leggende l'Albero Solo/Secco si ritrova in varie forme letterarie, dai testi teatrali, come La rappresentazione di San Nicola, datata al 1200, dove compare un «Emiro dell'Oltre-Albero Secco», ai romanzi, come il Romanzo del Conte di Poitiers, risalente probabilmente alla metà del XIII secolo, in cui Costantino, re di Bisanzio, minaccia l'emiro di Babilonia di distruggerne l'impero «fino all'Albero Secco». Se ne ha inoltre traccia nel testo di Odorico da Pordenone, viaggiatore della metà del XIV secolo, in quello dell'ambasciatore spagnolo Ruy González de Clavijo, dell'inizio del XV secolo, e nei Viaggi di Mandeville, del 1356. Il tema dell'Albero Secco si ritrova inoltre in tutta la tradizione collegata alla presa di Costantinopoli da parte dei Turchi.

### Marco Polo

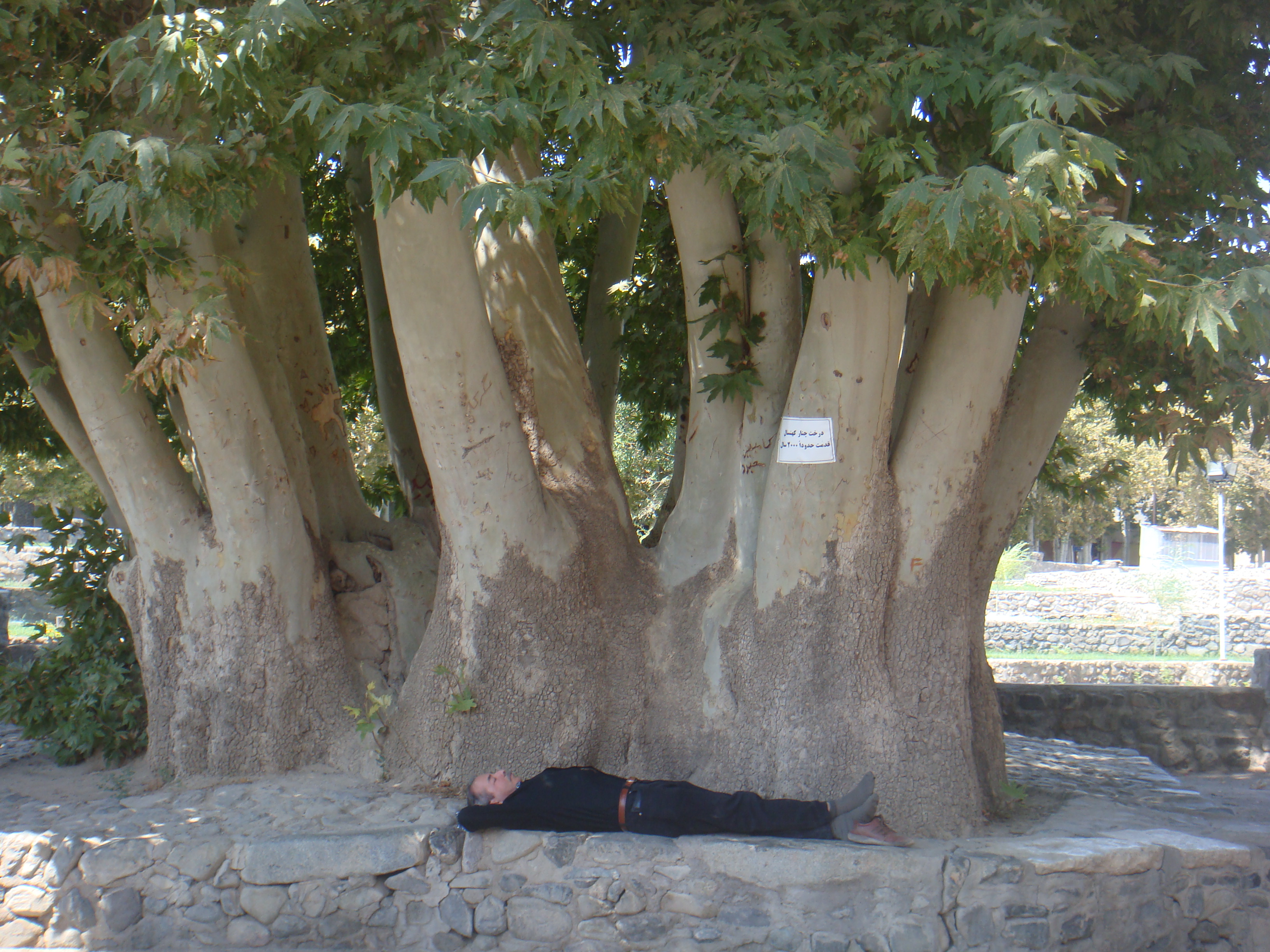
Un imponente platano in Iran, specie cui apparteneva, secondo Marco Polo, l'Albero Secco della leggenda.

Tuttavia, i maggiori riferimenti all'«Albero Solo» o «Albero Secco» si ritrovano nel Milione, dove Marco Polo parla più volte di una regione individuabile a partire da questo, di cui la gente del posto diceva che fu teatro di una battaglia fra Alessandro e Dario. In particolare, nel capitolo XL, il viaggiatore veneziano scrive:
Quando si lascia Cobinan [...] dopo otto giornate si trova una provincia chiamata Tunocain, ricca di città e castelli. E questa contrada confina con la Persia dalla parte di tramontana. Vi si trova una sterminata pianura dove sorge l'Albero Solo che i cristiani chiamano Albero Secco. [...] Tutto intorno per un raggio di cento miglia non si trovano altri alberi salvo in una sola direzione dove crescono alberi alla distanza di dieci miglia. Ed è questo il luogo dove avvenne, secondo quelli del paese, la battaglia tra Alessandro e Dario.
Cobinan corrisponde all'attuale Kuhbonan, 140 km circa a nord-ovest della città di Kerman, in Iran. Tunocain è uno degli otto regni in cui secondo Marco Polo era divisa la Persia all'epoca del suo passaggio. Il toponimo fonde i nomi di due città del Qohestan, Tûn, l'odierna Ferdows, e Qâin. Tuttavia, la regione in questione, fra l'Iran e l'alto Afghanistan, è troppo a Oriente rispetto all'area in cui si erano affrontati, nel 331 a.C., Alessandro Magno e Dario, ma in ogni caso era stata l'ultimo rifugio delle tribù appartenenti ai regni indo-battriani dei successori di Alessandro e il mito del Macedone vi era ancora presente.
Marco Polo descrive l'albero con dei particolari molto precisi, che hanno indotto gli studiosi della materia a riconoscervi un Platanus orientalis, pianta molto longeva e ancora presente nelle regioni semidesertiche della Persia, dove però è senz'altro rara e di sicuro più grande e imponente rispetto al resto della scarsa vegetazione:
È immenso e poderoso, con le foglie verdi da un lato e bianche dall'altro. Produce ricci simili ai ricci delle castagne, ma dentro sono tutti vuoti. È di legno robusto e giallastro come il bosso.
In sostanza, un albero che si può immaginare isolato al centro di una grande pianura e venerato, anche per la sua longevità, come sacro.